# Three Dances (Feldman)
Three Dances is een compositie van Morton Feldman. Het is niet bekend wanneer het werk gecomponeerd is; het is alleen in manuscriptvorm behouden.
Alhoewel het drie dansen zijn, heeft het met grote waarschijnlijkheid nooit gediend tot begeleiding van een ballet. Het manuscript is in het bezit van de Paul Sacher Foundation.
Het werk is geschreven voor een bijzondere combinatie: piano, drums en een glas. Het werk bestaat uit drie delen (gewoon I, II en III genoemd). Delen I en II hebben weer dat mystieke Feldmangeluid van een zacht bepeelde piano met gebruik van pedalen, zodat het een wat schimmig geheel is; het klinkt meer als een silhouet van een compositie. Daartegenover staat dan deel III (een wals?). In dit werk moet de pianist zowel de piano bespelen, als op de drum slaan en dan ook nog af en toe een "ting" op het glas geven. De combinatie van drum, glas en piano geeft het idee dat de percussie-instrumenten een toonhoogte hebben, maar dat is niet zo. Het blijft bij "boem" en "ting" om het simpel te zeggen. Het klinkt allemaal zo eenvoudig, maar de solist moet uiterst beheerst de muziek spelen; er is geen uitlaatklep. In deze compositie lijkt het er even op dat door het achter elkaar bespelen van de drie instrumenten er een proto-minimal music ontstaat; een ritme dat door herhaling de luisteraar in trance brengt. Het verschil in geluid van drum (droog), glas (scherp) en piano (wazig) voorkomt dat nu juist.
De tijdsduur van dit kleine en nauwgezette werkje bedraagt nauwelijks 8 minuten. 

## Bron
- Uitgave Kairos